# 버디버디 (기업)
버디버디는 대한민국의 기업이었으며, 메신저 등을 운영하였다. 2000년 1월 13일 설립되었으며, 메시징, 이모티콘, 화상채팅, 음성채팅 등 다양한 기능을 제공했으나, 다른 경쟁 메신저들의 등장으로 2012년 5월 25일에 폐업하였다. 당시 어린 학생들에게 매우 유해한 작용을 했으며 푸르나와 함께 음란물로 악명이 높았다.
2012년 4월 19일부터는 메신저 로그인, 신규 회원 가입을 포함한 모든 서비스를 종료하였다.
1. ↑  정상균 (2008년 10월 10일). ““푸르나, 버디버디 사이트 음란물 넘쳐나””. 2024년 1월 18일에 확인함.
2. ↑  “미성년자 성매매 난무 카카오톡 오픈채팅, 제2 버디버디 조짐”. 2017년 8월 1일. 2024년 1월 18일에 확인함.